# Tenerife Challenger I 2023
Il Tenerife Challenger 2023 è stato un torneo maschile di tennis giocato sul cemento. È stata la 2ª edizione del torneo, facente parte della categoria Challenger 100 nell'ambito dell'ATP Challenger Tour 2023. Si è giocato all'Abama Tennis Academy di Guía de Isora sull'isola di Tenerife, in Spagna, dal 16 al 22 gennaio 2023.

## Partecipanti

### Teste di serie
| Nazionalità | Giocatore          | Ranking* | Testa di serie |
| ----------- | ------------------ | -------- | -------------- |
| Moldavia    | Radu Albot         | 100      | 1              |
| Italia      | Francesco Passaro  | 120      | 2              |
| Croazia     | Borna Gojo         | 124      | 3              |
| Francia     | Manuel Guinard     | 151      | 4              |
|             | Aleksandr Ševčenko | 158      | 5              |
| Italia      | Luca Nardi         | 160      | 6              |
| Italia      | Flavio Cobolli     | 164      | 7              |
| Spagna      | Carlos Taberner    | 170      | 8              |

* Ranking al 9 gennaio 2023.

### Altri partecipanti
I seguenti giocatori hanno ricevuto una wild card per il tabellone principale:
- Matteo Gigante
- Alejandro Moro Cañas
- Nikolas Sanchez Izquierdo

I seguenti giocatori sono passati dalle qualificazioni:
- Lucas Gerch
- Ulises Blanch
- Máté Valkusz
- Lukas Neumayer
- Ernests Gulbis
- Lorenzo Giustino

## Punti e montepremi
| Torneo    | Torneo              | V      | F     | SF    | QF    | 2T    | 1T    | Q | Q2  | Q1  |
| Singolare | Punti               | 100    | 60    | 36    | 20    | 9     | 0     | 5 | 2   | 0   |
| Singolare | Premi in denaro (€) | 16 020 | 9 415 | 5 555 | 3 240 | 1 900 | 1 160 | – | 580 | 290 |
| Doppio    | Punti               | 100    | 60    | 36    | 20    | –     | 0     | – | –   | –   |
| Doppio    | Premi in denaro (€) | 6 845  | 4 050 | 2 400 | 1 420 | –     | 800   | – | –   | –   |

## Campioni

### Singolare
Aleksandr Ševčenko ha sconfitto in finale  Sebastian Ofner con il punteggio di 7–5, 6–2.

### Doppio
Victor Vlad Cornea /  Sergio Martos Gornés hanno sconfitto in finale  Patrik Niklas-Salminen /  Bart Stevens con il punteggio di 6–3, 6–4.